# Zoltán Jeney
Zoltán Jeney (ur. 4 marca 1943 w Szolnoku, zm. 28 października 2019) – węgierski kompozytor.
Studiował kompozycję u Ferenca Farkasa w Akademii Muzycznej im. Ferenca Liszta w Budapeszcie (1961–1966), następnie u Goffredo Petrasiego w Akademii Muzycznej św. Cecylii w Rzymie (1967–1968).
Przedstawiciel minimalizmu, od 1995 dziekan wydziału kompozycji Akademii Muzycznej im. Ferenca Liszta. Jego kompozycje były wydane na płytach wydawnictwa Hungaroton. Skomponował muzykę do szeregu filmów, m.in. do filmu Sindbad (węg. Szindbád) z 1971 roku.